# Аарре Меріканто
Аарре Меріканто (фін. Aarre Merikanto; 29 червня 1893, Гельсінкі — 28 вересня 1958) — фінський композитор.

## Біографія
Аарре Меріканто народився у Гельсінкі. Навчався в Лейпцизькій консерваторії у класі Макса Регера (1912—1914), у 1916—1917 роках займався у Москві в Сергія Василенка.
Перші твори Меріканто були написані в дусі романтизму, проте поступово стиль його музики ускладнюється і вже в 1920-і роки віддає перевагу сучасним композиторським технікам, що дозволяє говорити про нього як про одного з перших представників фінського модернізму. У 1948 році був нагороджений орденом Фінської лева (Pro Finlandia), заснованої в 1945 році нагородою. З 1937 року і до своєї смерті викладав в Академії Сібеліуса (з 1951 професор), серед його учнів — Ейноюгані Раутаваара, Ілкка Куусісто, Ауліс Саллінен, Пааво Гейнінен.
Помер 28 вересня 1958 року від раку легенів.
Син Ааре Меріканто — скульптор Укрі Меріканто (1950—2010).

## Твори
- Симфонія № 1, 1914-1915
- Юха (опера 1920-1922)
- Ехо (1922)
- Фантазія (1923)
- Пан (1924)
- Концерт для скрипки з оркестром № 2 (1925)
- Концерт для дев'яти виконавців (так званийШотт-концерт, 1925)
- Symphonicexercise (1928)
- Ноктюрн (1929)
- Десять п'єс для оркестру (1930)
- Фортепіанні концерти (Концерт для фортепіано № 2 (1935-1937) іКонцерт для фортепіано № 3 (1955))
- Скерцо (1937)
- Олімпійські фанфари (1940)
- Концерт для скрипки з оркестром № 4 (1954)
- Genesis (1956)